# Joël Giraud
Pour les articles homonymes, voir Giraud.
Joël Giraud, né le 14 octobre 1959 à Gap (Hautes-Alpes), est un homme politique français.
Membre du Parti radical de gauche (PRG) à partir de 1998, il est maire de L'Argentière-la-Bessée de 1989 à 2017, député depuis 2002 et vice-président du conseil régional de Provence-Alpes-Côte d'Azur de 2004 à 2014. En 2017, il est réélu avec la double investiture du PRG et de La République en marche (LREM).
Sous la XVe législature, il est rapporteur général du budget de 2017 à 2020. Il apparaît comme l'une des figures de l'aile gauche du groupe LREM à l'Assemblée nationale.
Le 26 juillet 2020, il est nommé secrétaire d'État chargé de la Ruralité auprès de la ministre de la Cohésion des territoires et des Relations avec les collectivités territoriales Jacqueline Gourault dans le gouvernement Jean Castex. À la suite de la nomination de celle-ci au Conseil constitutionnel, il est nommé à la tête de ce ministère le 5 mars 2022 ; il n'est pas reconduit dans le gouvernement Élisabeth Borne deux mois plus tard et redevient député.

## Biographie

### Études et profession
Ancien élève du Lycée du Parc et de l'ENSPTT (lauréat de sa promotion en 1986).

### Maire de L'Argentière-la-Bessée
Il entre en politique en devenant conseiller municipal de L'Argentière-la-Bessée en 1986. Il est le maire de cette commune de 1989 à 2017.[réf. nécessaire]

### Député des Hautes-Alpes
Député de la 2e circonscription des Hautes-Alpes à partir de 2002, il est apparenté au groupe socialiste.[réf. souhaitée]
Élu une première fois le 16 juin 2002 avec 50,90 % des suffrages face à Jean-Yves Dusserre, candidat UMP qui tentait d'assurer la succession de Patrick Ollier retourné se faire élire dans les Hauts-de-Seine, il est réélu le 17 juin 2007 en battant Alain Bayrou, le maire UMP de Briançon, avec 54,82 % des suffrages au second tour.[réf. souhaitée]
Joël Giraud est, par ailleurs, conseiller régional de mars 2004 à mars 2014 et vice-président du conseil régional de Provence-Alpes-Côte d'Azur.[réf. souhaitée]
Aux élections législatives de 2012, il est réélu le 17 juin face à la candidate UDI-UMP, Chantal Eyméoud. Il recueille 57,46 % des suffrages exprimés.[réf. souhaitée]
Il est réélu le 18 juin face à Arnaud Murgia, candidat dissident des Républicains, avec 68,16 % des suffrages exprimés.
Membre de la commission des Affaires économiques de 2002 à 2017, il rejoint la commission des Finances sous la XVe législature : s'il indique avoir été « très heureux » dans la première, il indique s'être aperçu que « tout se passe à la commission des Finances », notamment « sur les questions des collectivités locales, qui [l]’intéressent beaucoup ». Après le premier tour des législatives de 2017, Emmanuel Macron lui propose d'occuper le poste de rapporteur général du budget, élu au sein de la commission : il se présente mais perd de deux voix face à Laurent Saint-Martin (LREM) ; finalement, les deux hommes s'accordent pour que Joël Giraud occupe le poste durant la première moitié de la législature, et Laurent Saint-Martin la deuxième.
Appartenant à l'aile gauche de la majorité, il critique plusieurs fois l'orientation du premier projet de loi de finances de la législature : hostile à la suppression de l'impôt sur la fortune (ISF), il obtient des compensations comme l’augmentation des taxes sur les biens de luxe,. En 2018, il est obligé de reculer sur sa proposition de réduction du plafonnement de l’impôt sur la fortune immobilière (IFI, qui a remplacé l’ISF). Nonobstant ces engagements, en tant que rapporteur général de la commission des finances en 2017, il dépose un amendement qui permettra l'acquisition par des personnes privées des biens du patrimoine immobilier national, grâce à des déductions fiscales.
Au bout de six mois de législature, il est le député le plus actif selon le classement établi par Capital avec 450 amendements, 851 interventions dans l’hémicycle et 53 présences en commissions.
Lors de l'examen du projet de loi « asile et immigration », il dénonce notamment l’allongement de la durée de rétention des étrangers en situation irrégulière et s'absente lors du vote, qui connaît de nombreuses abstentions et votes contre au sein du groupe LREM.
Il est à l'origine d'un amendement qui vise à réintroduire une taxation sur le Loto du Patrimoine, que venait d'exonérer le Sénat. Le rétablissement de cette taxation est critiqué par les initiateurs de cette loterie.
En 2019, c'est à sa demande qu'Emmanuel Macron consent à revenir sur un amendement repoussant la fin de l'exonération fiscale sur l'huile de palme.

### Secrétaire d'État chargé de la Ruralité
Le 26 juillet 2020, il est nommé secrétaire d'État chargé de la Ruralité auprès de la ministre de la Cohésion des territoires et des Relations avec les collectivités territoriales Jacqueline Gourault dans le gouvernement Jean Castex.

#### Agenda rural
En tant que Secrétaire d'État chargé de la Ruralité, sa feuille de route est la mise en œuvre de l'Agenda rural, présenté le 20 septembre 2019 par le Premier ministre, Édouard Philippe. Dès le début de son mandat, Joël Giraud met en place un référent ruralité dans tous les grands services d'administration centrale. Il participe à la redéfinition par l'Insee des zones rurales : « il y a un impact psychologique à ne plus définir la ruralité en négatif, en opposition à l'urbain. Le critère retenu est désormais celui de la densité de population. La dotation d'équipement des territoires ruraux est désormais calculée à partir de ce zonage. »
Le 24 septembre 2021, Joël Giraud et le Premier ministre Jean Castex président dans l'Yonne le 3e comité interministériel aux ruralités. En janvier 2022, 93,5 % des 181 mesures de l'Agenda rural ont été réalisées.

##### Revitalisation des communes
Le secrétaire d'État chargé de la Ruralité soutient, au nom du ministère de la Cohésion des territoires, l'initiative 1 000 cafés du groupe SOS. Lors d'une visite officielle en Côte-d'Or, il précise que « certains commerces disparaissent mais c'est quand le bistrot du village disparaît que le village lui-même n'a plus aucune âme ».

##### France Services
Le secrétaire d'État défend également les maisons France Services, qui sont selon lui non pas « un remplacement ou un pis-aller » mais servent à « amener des services en plus ».

##### Engagement en faveur de la jeunesse
Joël Giraud annonce le 14 avril 2021 le lancement du volontariat territorial en administration, permettant à des titulaires d'un bac+2 d'effectuer des missions en collectivité. Les 200 postes prévus en 2021 ont été dépassés : 800 postes sont prévus pour 2022.
En mars 2022, le secrétaire d'État chargé de la Ruralité annonce que 119 missions locales bénéficieront d'un soutien financier de l'État pour l'acquisition d'un ou plusieurs simulateurs de conduite ainsi qu'une aide à l'animation du dispositif.

##### Numérique
Le secrétaire d'État plaide pour des territoires plus connectés et participe ainsi au déploiement du plan France Très Haut Débit et au New Deal Mobile. Il juge que la connectivité participe au changement de regard porté sur les territoires ruraux : « les gens se sont aperçus qu'on pouvait habiter en province, dans des endroits plus reculés, à certaines conditions. Il faut avoir un certain nombre de choses, dont du numérique qui fonctionne convenablement » et que « 96 % du territoire est d'ores et déjà couvert par la 4G ». Outre l’objectif, il y note un changement de paradigme : « on repère les zones blanches avec l'aide des préfectures, des départements et des conseils départementaux, on prend des arrêtés au niveau national, on met l'argent qui correspond et on impose aux opérateurs de venir équiper. »

##### Égalité femmes-hommes et lutte contre les discriminations LGBT+ en milieu rural
Joël Giraud ajoute deux mesures supplémentaires aux 181 comprises dans l'Agenda rural. La première concerne l'égalité entre les femmes et les hommes : avec Élisabeth Moreno, ministre déléguée chargé de l’Égalité entre les femmes et les hommes, de la Diversité et de l'Égalité des chances, il annonce en octobre une enveloppe d'un million d'euros pour les associations agissant dans ce domaine en milieu rural. En février 2022, les deux ministres annoncent le doublement des moyens financiers alloués par le ministère de la Cohésion des territoires à ces problématiques dans les territoires ruraux.
La seconde mesure concerne la lutte contre les discriminations contre les personnes LGBT+ en milieu rural. Dans ce cadre, les projets retenus pour bénéficier du soutien financier de la délégation interministérielle à la lutte contre le racisme (DILCRAH) au titre de l'appel à projets local pourront bénéficier en 2022 d'une subvention supplémentaire équivalente à 50 % du montant de la subvention DILCRAH accordée, s'ils s'inscrivent dans les territoires ruraux. Le ministre dit tenir à cette mesure compte tenu du « vrai enjeu sur les problèmes de violence et de non-insertion sociale. Il y a des gens qui sont virés de leurs maisons et qui ne trouvent pas de structure d'accueil ».

#### Politique en faveur des territoires de montagne
Le 27 mai 2021, le secrétaire d'État chargé de la Ruralité présente aux côtés du Premier ministre le plan d'investissement « Avenir Montagnes » destiné au tourisme en montagne. Ce plan, doté de 650 millions d'euros, ambitionne de construire un modèle touristique à la fois plus diversifié et plus durable pour les territoires de montagne.

#### Engagement européen
En tant que secrétaire d'État chargé de la Ruralité, Joël Giraud soutient l'idée d'un Agenda rural européen, à l'image de l'Agenda rural français, défendu par la Commission européenne sous le nom de Pacte rural européen.

### Ministre de la Cohésion des territoires et des Relations avec les collectivités territoriales
Le même mois, il met à la disposition des associations d'élus un document en ligne répondant aux questions pratiques qu'elles peuvent se poser à l'arrivée des personnes déplacées d’Ukraine.
Le 16 mars 2022, dans une interview à L'Opinion, il se dit particulièrement préoccupé par le fait que des femmes et enfants puissent être victimes de trafiquants.

### Retour à la députation
Redevenu député le 21 juin 2022, un mois après la fin de ses fonctions gouvernementales, pour le dernier jour de la XVe législature, il est à nouveau candidat aux élections législatives de juin 2022 dans la deuxième circonscription des Hautes-Alpes avec l'investiture de la coalition Ensemble (LREM). Il est réélu avec près de 56,58 % des voix face à sa rivale Capucine Mounal, candidate de la coalition NUPES.
Le 21 juin 2022, il annonce sa candidature à la présidence de l'Assemblée nationale au sein du vote interne de la coalition Ensemble.
Le 9 juin 2024, Joël Giraud annonce arrêter sa carrière politique après l'annonce de la dissolution de l'Assemblée nationale. Il critique un gouvernement « trop à droite et trop parisien », marqué par « un désamour assumé de la province, de la ruralité et des électeurs sociaux-démocrates », et affirme que « ce monde n’est désormais plus le mien ».

## Prises de position
Joël Giraud milite pour le droit de mourir dans la dignité et la légalisation du cannabis.
Impliqué dans la défense des lignes de trains de nuit, et notamment de la ligne Paris-Briançon qu'il utilise depuis toujours, il juge que ces derniers sont « un outil précieux pour “désenclaver” les territoires ruraux » et décrit cette ligne comme l'« unique cordon ombilical avec Paris ». Lors de la remise en service de la ligne, en décembre 2021 et après neuf mois de chantier de rénovation, il est présent lors de l'inauguration à la gare d'Austerlitz et se rend avec dans les Hautes-Alpes.
Selon Reporterre, Joël Giraud a « pris des positions concernant l'agriculture proches de celles du syndicat majoritaire et productiviste, la FNSEA » : le site relève qu'il a cosigné avec 35 députés LREM, la veille de sa nomination comme secrétaire d'État, une tribune contre « l'agribashing », dénonçant un « dénigrement permanent de nos éleveurs » ; qu'il a obtenu, « grâce à un lobbying intensif », « un décret permettant de pomper encore plus d'eau dans les cours d'eau » durant la sécheresse d'août 2019 ; ou encore, qu'il a demandé à la ministre de l'Écologie, en 2015, « de financer des équipements facilitant la chasse aux loups ».

## Vie privée
Réputé pour son côté blagueur et son franc-parler, le Premier ministre Édouard Philippe loue en Joël Giraud, en janvier 2020, sa « très grande connaissance de la matière financière et budgétaire [qui] pouvait passer par un caractère truculent, joyeux, parfois farceur mais toujours rigoureux », tandis qu'Éric Woerth, président de la commission des Finances, loue son « indépendance d'esprit, son sens du collectif et son côté boute-en-train ». Libération, qui lui consacre un portrait, le décrit comme un « ovni au gouvernement ».
Joël Giraud évoque son homosexualité et son couple pour la première fois dans un portrait pour Libération en septembre 2021. Il y affirme ne jamais avoir souffert d'homophobie dans les campagnes : « Je pense très honnêtement que les choses n'y sont pas plus faciles ou difficiles ».

## Mandats

### Ministre
- 5 mars 2022 – 20 mai 2022 : ministre de la Cohésion des territoires et des Relations avec les collectivités territoriales
- 26 juillet 2020 – 5 mars 2022 : secrétaire d'État chargé de la Ruralité

### Député
- 19 juin 2002 – 26 juillet 2020, 21 juin 2022 – 9 juin 2024  : député de la 2e circonscription des Hautes-Alpes

### Conseiller régional
- 2 avril 2004 – 24 mars 2014 (démission pour cumul de mandat) : vice-président du conseil régional de Provence-Alpes-Côte d'Azur

### Conseiller municipal / maire
- 13 avril 1986 – 19 mars 1989 : conseiller municipal de L'Argentière-la-Bessée
- 20 mars 1989 – 29 juillet 2017 : maire de L'Argentière-la-Bessée